# Edgecomb (Maine)
Edgecomb es un pueblo ubicado en el condado de Lincoln en el estado estadounidense de Maine. En el Censo de 2010 tenía una población de 1.249 habitantes y una densidad poblacional de 23,2 personas por km².

## Geografía
Edgecomb se encuentra ubicado en las coordenadas 43°58′20″N 69°37′25″O / 43.97222, -69.62361. Según la Oficina del Censo de los Estados Unidos, Edgecomb tiene una superficie total de 53.83 km², de la cual 46.81 km² corresponden a tierra firme y (13.04%) 7.02 km² es agua.

## Demografía
Según el censo de 2010, había 1.249 personas residiendo en Edgecomb. La densidad de población era de 23,2 hab./km². De los 1.249 habitantes, Edgecomb estaba compuesto por el 96.16% blancos, el 0.16% eran afroamericanos, el 0.4% eran amerindios, el 1.52% eran asiáticos, el 0% eran isleños del Pacífico, el 0% eran de otras razas y el 1.76% pertenecían a dos o más razas. Del total de la población el 0.32% eran hispanos o latinos de cualquier raza.